# Flipflop (Zellbiologie)
Als Flipflop bezeichnet man in der Zellbiologie den „Seitenwechsel“ eines Lipidmoleküls in einer Zellmembran.
Biomembranen bestehen aus zwei Lipidschichten, wobei die wasserabweisenden Strukturen der Moleküle („Schwänze“) nach innen zeigen, die wasseranziehenden („Köpfe“) nach außen, zur Oberfläche der Membran hin ('Innen' und 'außen' in Bezug auf die Membran – vergleichbar mit einer Wand. 'Außen' = Oberflächen, 'Innen' = Membrankörper).
Die beiden Ebenen der Biomembranen verhalten sich wie zweidimensionale Flüssigkeiten. Zwar können die Lipidmoleküle sehr frei innerhalb der eigenen Membranebene diffundieren, jedoch nur ganz schwer diese Ebene verlassen. Ein Wechsel von der einen Seite der Doppelschicht zur anderen ist extrem unwahrscheinlich und passiert in einer normalen Zelle spontan nur etwa einmal in der Minute. Dadurch gibt es bei der Zellmembran ein „innen“ und „außen“ in Bezug auf die Zelle (wieder das Beispiel 'Wand' zwischen zwei Räumen, die eine Seite ist tapeziert, die andere gekachelt; Tapete und Kacheln bleiben jeweils auf ihrer Seite).
Ein Flipflop kann aber durch ein Flippase genanntes Enzym katalysiert werden. Auf diese Weise kann die Zelle u. a. ihre Topologie, also die Krümmung der Membran aktiv bestimmen. Es ist auch möglich, dass der Einbau von neuen Lipiden zunächst ungleichmäßig passiert, jedoch später die Flipflops das Gleichgewicht wiederherstellen.